# Zaklínač
Zaklínač je fantasy cyklus polského spisovatele Andrzeje Sapkowského. Vznikl jako série krátkých příběhů publikovaných v polském sci-fi a fantasy časopise Fantastyka, kam byla první povídka s názvem Wiedźmin (česky Zaklínač) napsána v roce 1986 jako příspěvek do soutěže a získala třetí místo. V roce 1993 byl vydán první díl pokračování Krev elfů ve formě románu. Zatím poslední díl s názvem Bouřková sezóna vyšel v polštině na konci roku 2013 a navazuje na celou předchozí sérii jako prequel. V ČR byla tato kniha vydána ke konci roku 2014 a okamžitě se stala jedním z nejprodávanějších titulů za měsíc listopad.
Cyklus je oceňován pro lehce ironický smysl pro humor a množství jemných odkazů na moderní kulturu. Na rozdíl od vzorců hrdinské fantasy zde nezaznamenáme rozdělení postav na černé a bílé. Geraltův svět ale nelze označit ani za typickou dark fantasy – Sapkowski spíše zdůrazňuje odstíny „šedé“: například jeden z vládců, jenž se dopustil incestu s vlastní sestrou, je vykreslen jako starostlivý otec.
Hlavním hrdinou próz je Geralt z Rivie, který je povoláním zaklínač, tedy nájemný lovec nestvůr. V ději se mihnou i vedlejší postavy několika dalších zaklínačů. Sapkowski zobrazil zaklínače jako mutanty, kteří byli proměněni pomocí magie, mutagenů a jedů. Získali tak magické schopnosti a dalším výcvikem si osvojili též pokročilé bojové techniky. Své nadlidské schopnosti využívají především k boji s různými obludami a magickými tvory, kteří sužují lidstvo. Druhou hlavní postavou série je princezna Cirilla, která se sice nepodrobí mutacím, ale podstoupí zaklínačský výcvik.

## Svět Zaklínače

### Zaklínači

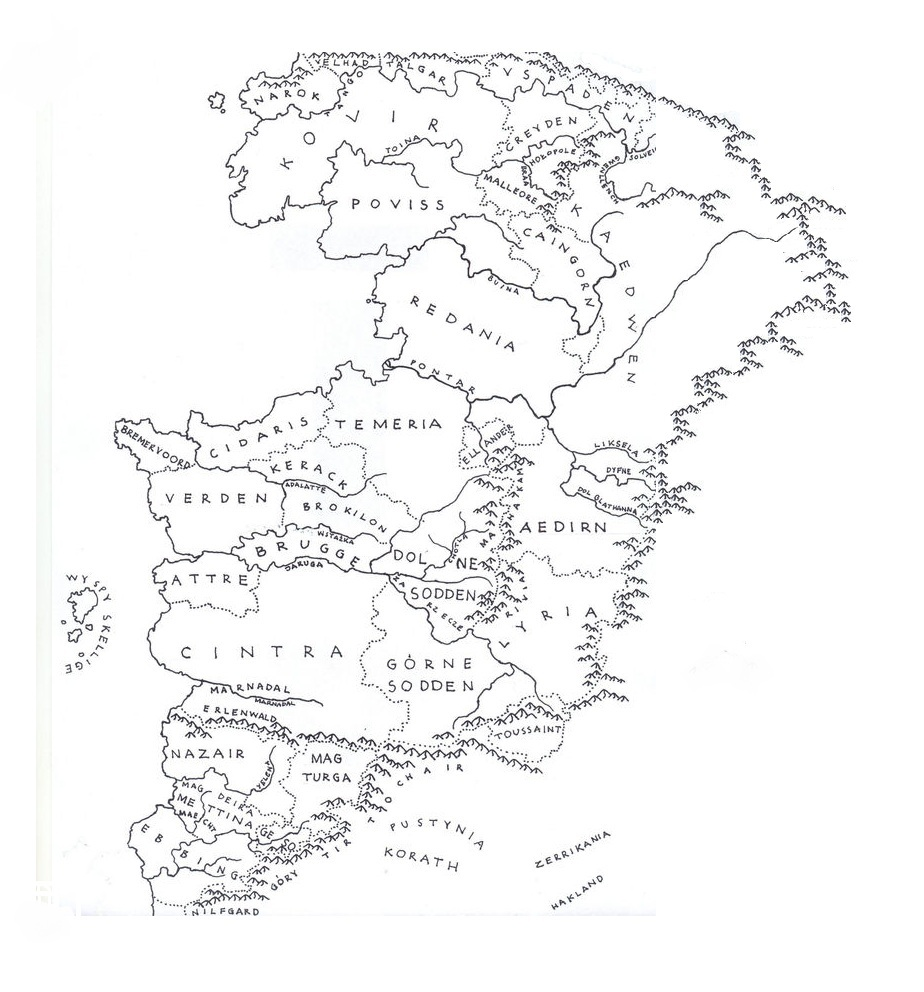
Fanoušky vytvořená mapa světa, v němž se odehrávají Zaklínačovy příběhy

Zaklínači v podání Sapkowského představují společný projekt druidů a mágů, kteří vyvinuli různé postupy, jak pomocí mutagenů, jedů a magických přípravků upravit lidský organismus, aby pracoval rychleji, efektivněji, měl zostřené smysly a mohl používat jednoduchou magii. Mutace v zaklínače, tzv. Zkouška trav, představovala velice komplikovaný a nebezpečný proces, který velká část adeptů nepřežila (3 z 10 přežili). I úspěšná proměna ale měla nežádoucí vedlejší účinky – zejména neplodnost a často i bezcitnost. Následovala Cesta meče – bojový výcvik, který kladl důraz na boj s mečem a fyzickou připravenost.Cech zaklínačů získával adepty a dohlížel na jejich přerod a výcvik. Nábor zaklínačů probíhal různými způsoby, oblíbený byl nahodilý výběr prostřednictvím Zákona překvapení: „Dáš mi to, co máš doma, ale nevíš o tom,“ tak zněla často odpověď zaklínače na otázku zachráněného, jak se mu má odměnit. Tuto alternativu zaklínači často upřednostňovali, mnozí doufali, že takto získaní adepti budou osudem předurčení k úspěšnému prodělání proměny.

#### Zaklínačské školy
Cech zaklínačů se rozděluje na několik škol. Každá z nich vyznává jiný styl boje, výstroj, důraz na lektvary a také jinou podobu zaklínačského medailonu. Nejznámější je škola Vlka, odkud pochází hlavní hrdina Geralt, v knihách jsou ještě zmíněny školy Gryfa a Kočky. Mezi další školy (které vznikly až ve videohrách o Zaklínači) se řadí škola Zmije, Medvěda a Mantikory.

### Místa

Erby zemí ve světě Zaklínače
Cintra
Temerie
Redanie
Lyrie a Rivie
Kaedwen
Aedirn
Kovir a Poviss
Maecht
Hengfors
Kerack
Nilfgaard
Mahakam

| Země           | Vládce            | Hlavní město           | Další významná místa |
| -------------- | ----------------- | ---------------------- | -------------------- |
| Aedirn         | Demawend          | Vengerberg             |                      |
| Cintra         | Calanthé          | Cintra                 |                      |
| Kaedwen        | Henselt           | Ard Carraigh           | Kaer Morhen          |
| Kovir a Poviss | Esterad Thyssen   | Pont Vanis, Lan Exeter |                      |
| Lyrie a Rivie  | Meve              | Lyrie                  |                      |
| Redanie        | Radovid           | Tretogor               | Oxenfurt Novigrad    |
| Temerie        | Foltest           | Wyzima                 |                      |
| Nilfgaard      | Emhyr var Emreis  | Nilfgaard              | Toussaint            |
| Skellige       | Bran an Tuirseach | Kaer Trolde            |                      |

### Pohled lidí na zaklínače
Zaklínači byli na jednu stranu obdivování a některými i uctívání pro jejich nenahraditelné schopnosti, na druhé straně se jich lidé báli a nenáviděli je někdy i víc než nestvůry, které zabíjeli. Zaklínači si vybudovali za svoji více než staletou existenci pověst bezcitných zabijáků, šarlatánů, mastičkářů, čarodějníků a nemyslících strojů na ničení, kteří bez peněz nehnou ani prstem. Několikráte se objevilo tažení lidí proti zaklínačům, často podněcované čaroději, kteří od jisté doby začali zaklínače nenávidět a považovali je za nežádoucí konkurenci. Jedno takové tažení vyústilo v dobytí Kaer Morhen, sídla školy Vlka, a vybití většiny jeho členů. Od té doby se zaklínači stali vzácnými a zastavila se obnova jejich řad, jelikož prastaré techniky používané k přeměně organismu byly nenávratně zapomenuty. Díky tomu a postupnému vymírání některých druhů příšer začali někteří zaklínači provozovat i jiné činnosti, např. nájemné vraždy. Zhruba sto let po útoku na Kaer Morhen začíná děj první knihy ze zaklínačské ságy, Krev elfů.
Slovo wiedźmin, do češtiny překládané jako zaklínač, je Sapkowského neologismem.

### Hlavní postavy
- Geralt z Rivie, zvaný Řezník z Blavikenu či Bílý vlk, elfsky Gwynbleidd, byl dítětem vědmy, která se o něj odmítla starat a předala jej jako nemluvně zaklínači Vesemirovi. (V seriálovém zpracování byl jeho otec zachráněn zaklínačem a ten po něm chtěl odměnu v podobě Zákona překvapení, a tak byl jako dítě odveden na zaklínačský hrad Kaer Morhen). Zde byl podroben dvěma základním zkouškám: Zkoušce trav a Cestě meče (Na zkoušku trav jeho tělo reagovalo výrazně lépe než u ostatních adeptů. Proto na něm bylo provedeno výrazně více úprav než bylo obvyklé. Tyto dodatečné úpravy způsobily, že mu zbělaly vlasy[2]). Po nich dostal od svého učitele Vesemira stříbrný zaklínačský medailon, který slouží k prokazování příslušnosti k určitému zaklínačskému cechu a zároveň jako detektor magie. Po opuštění Kaer Morhen se vydal do světa pomáhat lidem, i když se ne vždy setkal s vděkem nebo alespoň pochopením.

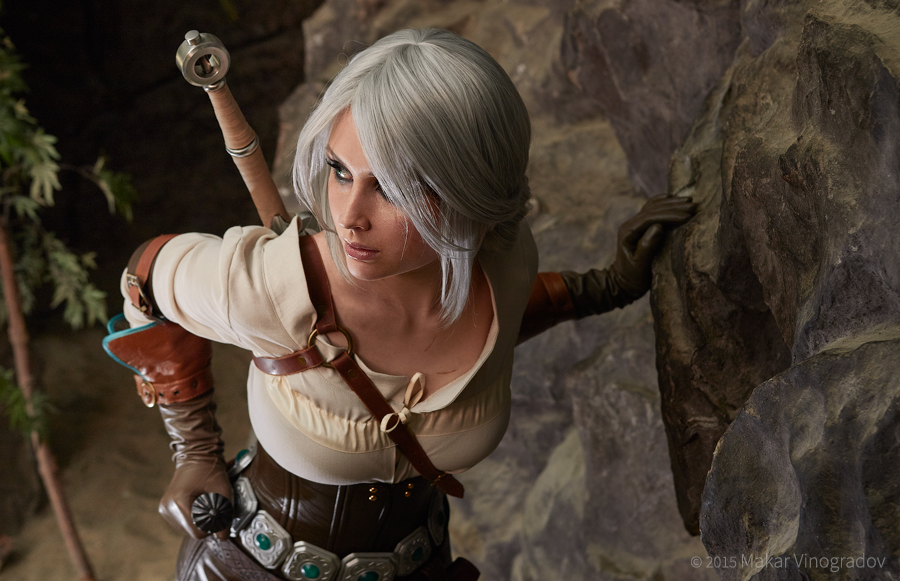
Cosplay princezny Cirilly

- Ciri, celým jménem Cirilla Fiona Elen Riannon zvaná Zireael, lvíče ze Cintry či Paní času a prostoru, dcera princezny Pavetty ze Cintry a Dunnyho z Maechtu. Jejími předky jsou elfka Lara Dorren aep Siadhal a lidský mág Cregennan z Lód. Je sudbou spojena s Geraltem. Během jedné pracovní návštěvy v Cintře u královny Calanthé Geralt zachránil život rytíři Ježkovi a jeho budoucí ženě, princezně Pavettě. Za to Duny slíbil Geraltovi, že může žádat jakoukoli odměnu. Geralt vyslovil: „Dáš mi to, co již máš, ale o čem ještě nevíš. Vrátím se do Cintry za šest let a přesvědčím se, zdali mi byla věštba nakloněna.“ (povídka Otázka ceny). Po šesti letech znovu přijel Geralt do Cintry, avšak vzdal se nároku na své dítě osudu, Ciri. Osud jejich cesty se znovu protnul v lese Brokilon, kde ji Geralt osvobodil z moci dryád (povídka Meč osudu). K jejich dalšímu setkání došlo za několik let, po vypálení Cintry nilfgaardským vojskem. Těžce zraněného zaklínače přivezl na svůj statek sedlák, jemuž Geralt předtím zachránil život; za to mu slíbil dát to, co najde doma, aniž by to čekal (povídka Něco více). Když na statku Geralt opět potkal Ciri, sklonil hlavu před sudbou a odvezl ji na Kaer Morhen. Nebyla sice podrobena Zkoušce trav, ale prošla Cestou meče. Poté ji čarodějka Triss Ranuncul odvezla do svatyně Melitelé k velekněžce Nenneke, kde se měla naučit slušnému chování a všeobecným znalostem. Yennefer ji zde navíc krátce učila čarování. (Počátek Ságy o zaklínači.)

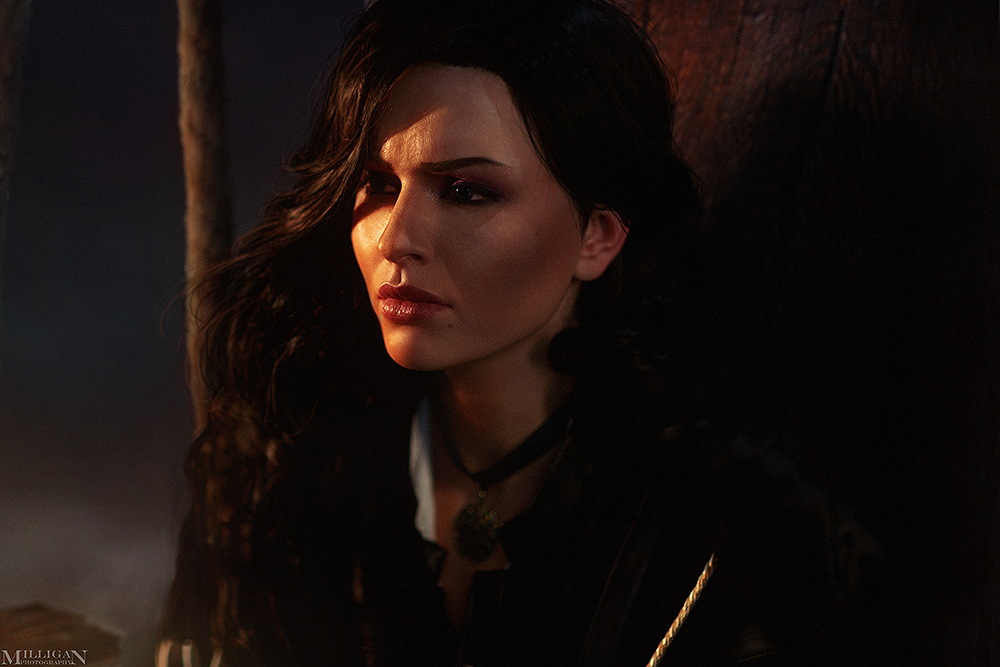
Cosplay čarodějky Yennefer

- Yennefer z Vengerbergu je mocná čarodějka, Geraltova milenka a Trissina blízká přítelkyně. Na jeho vlastní přání, které vyslovil jako své poslední při souboji s Džinem, je s Geraltem svázána zvláštním poutem. Sama děti jako většina čarodějek mít nemohla, i když po nich stále toužila a hledala všemožné prostředky, kterými by mateřství dosáhla. Vychovávala Ciri a učila ji magii. S Ciri se velmi sblížily a vznikl mezi nimi vztah jako mezi matkou a dcerou.
- Triss Ranuncul (v polském originále Triss Merigold) je čarodějka, přítelkyně Geralta a Yennefer a členka Lóže čarodějek (tajná organizace mocných čarodějů kontinentu).
- Marigold (v polském originále Jaskier, čili „pryskyřník“, v angličtině Dandelion, tedy „pampeliška“) je známý trubadúr, Geraltův přítel a milovník alkoholické i sexuální zábavy.
- Yarpen Zigrin je trpasličí žoldnéř, nájemný zabiják a voják.
- Foltest je král Temerie, princ Soddenu, suverénní vládce Mahakamu a Pontaru, protektor Brugge a Ellanderu. Hraje významnou roli také ve hře Zaklínač 2: Vrahové králů.
- Emhyr var Emreis je císař Nilfgaardu, největší říše světa. Geralt se s ním setkává již v povídce Otázka ceny, kde ho ale poznává jako rytíře Ježka z Erlenwaldu, neboli Dunnyho z Maechtu (jedná se o smyšlenou identitu, kterou Emhyr využil, aby si získal princeznu Pavettu, matku princezny Cirilly). Až později vyjde na povrch, že Emhyr var Emreis je vlastně otcem princezny Cirilly.

### Vedlejší postavy

###### Zaklínači
- Vesemir  je velmistr zaklínačů školy Vlka. Jedná se pravděpodobně o nejstaršího žijícího zaklínače a také jednoho z nejzkušenějších na celém kontinentu. Je poslední ze zaklínačů z Vlčí školy, který přežil pogrom, během něhož byla většina zaklínačů na Kaer Morhen zmasakrována. Po tomto pogromu převzal funkci učitele šermu. Nyní působí jako velmistr školy Vlka a především jako učitel, rádce a mentor ostatních zaklínačů, které vychovával od dětství a přejal tak roli jejich otce. I on se podílel na výcviku Ciri a naučil ji většinu teoretických znalostí o monstrech.
- Eskel je zaklínač ze školy Vlka na Kaer Morhen. Jedná se o Gerlatova nejlepšího přítele a spolužáka. Sám se považuje za naprosto obyčejného zaklínače a ke svému povolání chová hluboký respekt. Během pobytu Ciri na Kaer Morhen byl jedním z jejích učitelů. Charakteristická je pro něj dlouhá jizva táhnoucí se přes celou pravou tvář.
- Lambert je nejmladším zaklínačem ze školy Vlka a také posledním, který podstoupil Zkoušku trav. Od ostatních zaklínačů z jeho školy se liší svojí horkokrevností, cynismem a občas i přehnanou agresivitou. Nemá důvěru v lidi a občas žárlí na Geralta kvůli jeho slávě. Na rozdíl od Eskela své povolání zaklínače nesnáší a lituje toho, že se musel stát zaklínačem.
- Coen je zaklínačem z blíže nespecifikované školy (nejvíce se uvažuje o Kočce nebo Gryfovi). Jeho obličej hyzdí jizvy po neštovicích, což je pro zaklínače neobvyklé, protože takovými chorobami trpět nemohou. Během svému pobytu na Kaer Morhen cvičí Ciri v šermu.
- Leo byl posledním svěřencem Vesemira, který ho našel jako sirotka a rozhodl se ho vyučit zaklínačem. Podařilo se mu projít Cestou meče, ale nikoliv Zkouškou trav, nebyl tedy plnohodnotným zaklínačem. Vyskytoval se pouze ve hře Zaklínač. Padl při útoku organizace Salamandra na Kaer Morhen.
- Letho z Gulety, zaklínač ze školy Zmije, jedná se o hlavní zápornou postavu hry Zaklínač 2: Vrahové králů.

## Knihy

### Povídky

#### Polské vydání
- Wiedźmin. („Zaklínač“) (REPORTER 1986)
- Miecz przeznaczenia. („Meč osudu“) (SuperNOWA 1992)
- Ostatnie życzenie. („Poslední přání“) (SuperNOWA 1993)
- Coś się kończy, coś się zaczyna. („Něco končí, něco začíná“) (SuperNOWA 2000)

#### První české vydání
- Zaklínač – Stříbrný meč. Praha: Winston Smith 1992. ISBN 80-900912-5-3. Povídky: Zaklínač, Zrnko pravdy, Menší zlo, Otázka ceny, Cesta, z níž není návratu
- Zaklínač – Věčný oheň. Praha: Winston Smith 1993. ISBN 80-85643-22-7. Povídky: Hranice možností, Střípek ledu, Věčný oheň
- Zaklínač – Meč osudu. Praha: Winston Smith 1993. ISBN 80-85643-23-5. Povídky: Trošku se obětovat, Meč osudu, Něco víc

#### Druhé české vydání
- Zaklínač I. – Poslední přání. Ostrava: Leonardo 1999. ISBN 80-85951-14-2.

Texty z knihy Stříbrný meč byly doplněny a nově uspořádány. Povídky: Cesta, z níž není návratu, Hlas rozumu (funguje jako rámcový příběh), Zaklínač, Zrnko pravdy, Menší zlo, Otázka ceny, Konec světa, Poslední přání
- Zaklínač II. – Meč osudu. Ostrava: Leonardo 2000. ISBN 80-85951-23-1.

Vedle povídek ze sbírek Věčný oheň a Meč osudu – Hranice možností, Střípek ledu, Věčný oheň, Trošku se obětovat, Meč osudu, Něco více – obsahuje i bonusovou, humorně laděnou povídku Něco končí, něco začíná.

### Románový cyklus o zaklínači
(též nazývaný jako „Sága“ o Geraltovi a Ciri či „Sága“ Věže vlaštovky. V nových vydáních titul knihy se jedná o knihy Zaklínač III. až Zaklínač VII.)
- Krev elfů. Ostrava: Leonardo 1995, ISBN 80-85951-00-2; Zaklínač III., 2011, ISBN 978-80-85951-69-1 (Krew elfów, SuperNOWA 1994)
- Čas opovržení. Ostrava: Leonardo 1996, ISBN 80-85951-01-0; Zaklínač IV., 2011, ISBN 978-80-85951-70-7 (Czas pogardy, SuperNOWA 1995)
- Křest ohněm. Ostrava: Leonardo 1997, ISBN 80-85951-03-7; Zaklínač V., 2011, ISBN 978-80-85951-71-4 (Chrzest ognia, SuperNOWA 1996)
- Věž vlaštovky. Ostrava: Leonardo 1998, ISBN 80-85951-07-X; Zaklínač VI., 2011, ISBN 978-80-85951-73-8 (Wieża Jaskółki, SuperNOWA 1997)
- Paní jezera. Ostrava: Leonardo 2000, ISBN 80-85951-19-3; Zaklínač VII., 2012, ISBN 978-80-85951-74-5 (Pani Jeziora, SuperNOWA 1999)

### Další knihy
- Bouřková sezóna. Ostrava: Leonardo 2014, ISBN 978-80-7477-050-0 (Sezon burz, SuperNOWA 2013) – prequel k Sáze o Geraltovi
- Rozcestí krkavců.Ostrava: Leonardo 2025, ISBN 978-80-7477-088-3 (Rozdroże kruków, SuperNOWA 2024)

## Příběh
Dílo je rozděleno na dvě části. Nejprve vznikaly povídky, později autor vsadil do jejich rámce pětidílný cyklus, někdy označovaný jako Sága o zaklínači.

### Povídky
Geralt z Rivie, hlavní hrdina těchto povídek a knih, se jako mnoho jiných dětí narodil nechtěn a podstoupil zaklínačský výcvik v Kaer Morhen. V povídkách dále vystupuje Geraltův přítel Marigold, trubadúr, který se neustále nachází v nějaké šlamastyce, co se citů a známostí týče. Příběhy také popisují Geraltovo seznámení s krásnou čarodějkou Yennefer, kteří mají mezi sebou jako partneři komplikovaný a – hádkami i dějem – přerušovaný vztah. Tito dva se v příběhu, opakovaně rozcházejí a opět usmiřují. Geralt chová jisté city též k mladé čarodějce Triss Ranuncul, blízké přítelkyni Yennefer. Další postavou cyklu je královská vnučka Ciri (Cirilla Fiona Elen Riannon ze Cintry), která je ke Geraltovi připoutána sudbou, jež je nerozlučně pojí k sobě jako otce a dceru.
Povídky jsou uvedeny tak, jak jsou seřazeny v druhém českém vydání knih.
1. Cesta, z níž není návratu: Odehrává se před Geraltovým narozením, vystupuje zde Geraltova matka Visenna a rytíř Korin, kteří musí zbavit kraj magické stvůry, kostěje.
2. Zaklínač: Popisuje, jak Geralt zlomí kletbu dcery krále Foltesta, jež byla začarována ve strigu. Variace na pohádku O lidožravé princezně.
3. Hlas rozumu: Povídka se odehrává během Geraltova uzdravování ve svatyni Melitelé. Byla zařazena jako rámcový příběh do knihy Zaklínač I – Poslední přání.
4. Zrnko pravdy: Variace na pohádku Panna a netvor. Geralt je hostem v domácnosti zakletého Nivellena, jehož zbaví upírky, a tím mu vrátil lidskou podobu.
5. Menší zlo: Variace na pohádku O Sněhurce. Konflikt s proradnou Renfri, díky němuž Geralt získá přezdívku Řezník z Blavikenu.
6. Otázka ceny: Během návštěvy v Cintře zachrání Geralt život rytíři Ježkovi a princezně Pavettě, jeho budoucí ženě. Pavetta slíbí Geraltovi za šest let odevzdat své dítě.
7. Konec světa: Geralt a Marigold se na lovu sylvána – napůl člověka a napůl kozla, který je podobný Panovi – setkávají s elfy živořícími ve vyhnanství. Motiv soužití a nenávisti mezi různými rasami je zdůrazněn v pozdější sérii počítačových her.
8. Poslední přání: Geralt a Yennefer se poprvé setkávají a za přispění džina mezi nimi vzniká pouto.
9. Hranice možností: Povídka o lovu na zlatého draka.
10. Střípek ledu: Milostný trojúhelník mezi Yennefer, Geraltem a čarodějem Istreddem.
11. Věčný oheň: V povídce vystupuje doppler, stvoření, které je schopno měnit nejen své tělesné proporce, ale i myšlenkami se proměňuje v jiné bytosti.
12. Trochu se obětovat: Variace na pohádku Malá mořská víla.
13. Meč osudu: První skutečné Geraltovo setkání s Ciri se odehrává v lese Brokilon, kterému vládnou dryády.
14. Něco více: Zaklínače zraněného po šarvátce s netvory přiveze na svůj statek sedlák a poví mu o nedávném zničení Cintry nilfgaardským vojskem. Povídka končí Geraltovým druhým setkáním s Ciri.
15. Něco končí, něco začíná: Humorně pojaté vyprávění o svatbě Geralta a Yennefer připojené jako epilog ke knize Zaklínač II – Meč osudu.

### Cyklus o zaklínači
Cyklus o zaklínači je románové pokračování povídek. Celý příběh je vsazen do prostředí vleklé války mezi císařstvím Nilfgaard na jihu a nepříliš pevnou aliancí severních království, jejichž obyvatelé se nazývají Nordlingové. O tomto konfliktu můžeme nalézt zmínky již v některých povídkách.

#### Krev elfů
Kaer Morhen je zaklínačské hradiště, kde se od nepaměti cvičí mladí muži vybraní osudem, jenž jim vytyčil zabíjení netvorů. Jednoho dne na toto místo připutuje Geralt s Ciri, královskou vnučkou. Po nějakém čase věnovaném výcviku zaklínači zjistí, že Ciri není obyčejná dívka, ale Zřídlo – tj. má magické schopnosti. Čarodějka Triss, povolaná k rozřešení dívčiných schopností, však do záležitosti vnese ještě větší zmatek prohlášením, že tak silné Zřídlo, jako je Ciri, sama nezvládne. Geralt je nucen svou malou chráněnku odvést k osobě, která by ji naučila, jak zvládnout magii: ke své bývalé milence Yennefer. Dlouhou dobu se Ciri ve svatyni bohyně Melitelé učí kouzlům, až nastane den, kdy i se svou učitelkou musí odjet na konvent všech nordlingských mágů a čarodějek.

#### Čas opovržení
Yennefer a Ciri cestují od kněžek bohyně Melitelé na ostrov Thanedd, kde se koná veliký konvent mágů. Mezitím se Geralt snaží u učenějších a vlivnějších lidí zjistit původ této dívky, která je s ním spojena sudbou. Králové Nordlingů plánují zničit svého nepřítele, hrozivý Nilfgaard – netuší však, že on již je o krok před nimi a jeho vojska jsou připravena na vpád do jejich zemí. Přičiněním Ciri se Yennefer a Geralt na konventu setkají a usmíří, jak už je jejich zvykem. Rada mágů se ale zvrhne v jatka, při kterých spolu bojují čarodějní přívrženci Nordlingů a Nilfgaardu. Ciri, pronásledovaná hned několika nepřáteli, se na Thaneddu dostává do Tor Lara – Věže racka. Tam vstoupí do rozbitého vyhaslého portálu, který ji zanáší neznámo kam, a teleportuje se na poušť Korath daleko na jihu. Zemřela by nebýt mladého jednorožce a jejích vlastních magických schopností. Po mnoha útrapách se nakonec Ciri dostává do lupičské bandy Potkanů.

#### Křest ohněm
Geralt se po bojích na Thaneddu zotavuje u dryád v Brokilonu. Poté odjíždí spolu s Marigoldem a lučištnicí Milwou hledat Ciri. Záhy se připojí ke skupině utíkající před válkou, složené z trpaslíků, gnóma a žen s dětmi, které trpaslíci chrání. Geralt v ní pozná jednoho ze svých starých přátel, trpaslíka Zoltana Chivaye. Cestou na jih do Nilfgaardu potkají na starém elfském pohřebišti bylinkáře, upíra jménem Regis, který je pohostí kořalkou z mandragory a připojí se k nim. Po čase se k nim přidá také zběhlý nilfgaardský agent Cahir. Geralt neví, kde se Ciri nachází; netuší, že se mezitím přidala k tlupě loupeživých Potkanů a stopuje ji nelítostný lovec lidí Leo Bonhart. Regis navrhne cestovat za druidy v Caed Dhu, kteří by mohli v pátrání pomoci. Poté, co po cestě zaklínač spolu s Cahirem pomůže vojákům z Lyrie a Rivie zahnat nilfgaardskou jízdu, jej královna Meve pasuje na rytíře a udělí mu predikát, takže se nyní právem může nazývat Geralt z Rivie.

#### Věž vlaštovky
Vysogota z Corvia, zneuznaný filozof žijící coby poustevník uprostřed močálů, nachází jednoho dne těžce zraněnou Ciri. Ujme se jí a ona mu vypráví o tom, jak se z ní stal nelítostný zabiják a co se dělo s bandou Potkanů. Stefan Skellen, agent Nilfgaardu, na ně nasadil nájemného vraha Leo Bonharta. Ten zabil její společníky a ji samou si držel v aréně, kde bojovala pro potěšení davu a pro Bonhartův zisk, dokud se jí nepodařilo utéci. Mezitím Geralt opouští armádu královny Meve a pokračuje na jih najít druidy. Yennefer, která pátrá po Ciri na vlastní pěst, je zajata čarodějem Vilgefortzem, jenž by se rád Ciri zmocnil. Uzdravená Ciri opouští poustevníka, postupně zabíjí své pronásledovatele a před Bonhartem nakonec uniká portálem ve Věži vlaštovky. Ačkoliv čekala, že bude přenesena na Thanedd, objeví se kdesi v jiné dimenzi, kde ji vítá elf Avallac'h.

#### Paní jezera
V posledním dílu knihy dojde na finální střetnutí, a to jak Geraltovy družiny s Vilgefortzem, tak i vojsk nordlingských království proti nilfgaardskému císaři. V závěrečném pogromu v Rivii je Geralt těžce raněn a odplouvá spolu s Yennefer kamsi do neznáma. Cirilla se na konci příběhu magicky přenese do Británie v době krále Artuše.

### Další knihy
Dne 6. listopadu 2013 byla v Polsku vydána další kniha o zaklínači s názvem Bouřková sezóna (polsky Sezon burz), která obsahuje děj, který nenavazuje na díl závěrečný díl ságy Paní jezera, nýbrž předchází povídce Zaklínač, která vyšla v roce 1986 v měsíčníku Fantastyka. Geralt v ní bojuje s krvežíznivým monstrem, dostane se do střetu se stráží a se soudem, ztrácí zaklínačské meče a řeší své záležitosti se zrzavou čarodějkou Lyttou Neyd alias Korál.

## Recenze
Dittmar Chmelař v roce 1994 charakterizuje Sapkowského prózu: „S vyzývavou, řemeslně perfektně zvládnutou drzostí se odvolává na různé mýty, pohádky a legendy a také na naše současné spory... U Sapkovského je literárním kobercem nádherný gobelín, který je utkán ze zlata, stříbra a vlny, ale i z nylonu.“ Naproti tomu Jiří Popiolek v roce 2007 soudí, že Sapkowski je skvělý vypravěč, ale ne už skvělý romanopisec, a dodává, že „samotná pětidílná Sága o zaklínači je pořád ještě kvalitní čtení, ale... je třeba dodat, že v ní Sapkowski trochu přecenil své síly... Sága o významu té geraltovské si zasloužila lepší a přesvědčivější závěr.“

## Adaptace

### Komiks
V letech 1993–1995 vyšla šestisvazková komiksová adaptace vybraných Geraltových příběhů. Autory byli Maciej Parowski a Andrej Sapkowski (scénář) a Bogusław Polch (kresba).
V lednu 2022 je plánováno vydání komiksového zpracování The Witcher: Ronin z alternativního světa Zaklínače. Za projektem stojí skupina vybraných kreativců ze společnosti CD Projekt Red.

### Filmy a seriály
V roce 2001 vznikl na motivy povídek a románů třináctidílný televizní seriál, který byl následně sestříhán do stotřicetiminutového filmu. Režie se ujal Marek Brodzki, v hlavních rolích hráli Michal Zebrowski, Olaf Lubaszenko a Zbigniew Zamachowski. Přijetí seriálu i filmu bylo spíše rozporuplné a Sapkowski sám i jeho fanoušci tuto filmovou adaptaci nepovažovali za povedenou.
V roce 2019 byla pak zveřejněna první řada seriálové adaptace The Witcher na Netflixu. Roli Geralta zde ztvárnil herec Henry Cavill, čarodějku Yennefer z Vengerbergu Anya Chalotra, princeznu Cirilu Freya Allan a Geraltova přítele, barta Marigolda Joey Batey. Řada má 8 epizod, 13. prosince 2019 Netflix ohlásil, že v roce 2021 vydá druhou řadu, která vyšla 17. prosince 2021.
Vedle seriálu se natočila také preqelová minisérie Zaklínač: Pokrevní pouto, která se odehrává 1200 let před příběhem Geralta z Rivie.

### Hry

#### Videohry
V roce 2007 vydalo polské vývojářské studio CD Projekt Red počítačovou hru Zaklínač (hodnocená na Metacritic.com 86/100), která rozvíjí Geraltův příběh po pogromu v Rivii. V roce 2011 vyšlo pokračování s názvem Zaklínač 2: Vrahové králů (88/100). Závěrečný díl Zaklínač 3: Divoký hon vyšel 19. května 2015 (93/100). Díky velkému úspěchu třetí hry studio vydalo dvě herní rozšíření tzv. DLC, prvním z nich bylo Zaklínač 3: Divoký hon - Srdce z kamene (The Witcher 3: Wild Hunt - Hearts of Stone) vydané 13. října 2015 a za ním následoval 31. května 2016 dodatek s názvem Zaklínač 3: Divoký hon - O víně a krvi (The Witcher 3: Wild Hunt - Blood and Wine). Sapkowski sice ocenil vizuální kvalitu her, ale zásadně odmítá myšlenku, že hra je dějovým pokračováním knih – ve slangu fanoušků nejde tedy o kánon. Právo tvořit příběh o Zaklínači si vyhrazuje autor výlučně pro sebe.

#### Karetní hry
V roce 2007 vytvořila společnost Kuźnia Gier dvě karetní hry založené na videohře Zaklínač. První hra s názvem Wiedźmin: Przygodowa Gra Karciana (The Witcher: Adventure Cardgame) byla vydána Kuźniou Gier a druhá Wiedźmin: Promocyjna Gra Karciana (The Witcher Promo Card Game) se v některých státech stala součástí kolektorské edice Zaklínače. Karetní hra, známá pod jménem „Gwent“, byla dostupná ve videohře Zaklínač 3: Divoký hon jako volnočasová aktivita. Podle jejího mechanismu vznikly dvě samostatně stojící videohry Gwent: The Witcher Card Game a Thronebreaker: The Witcher Tales. Obě dvě se dočkaly vydání v roce 2018. 
V roce 2022 mělo vyjít také stand-alone singleplayer rozšíření Golden Nekker, které bude postaveno na bázi karetní hry GWENT. Rozšíření v roce 2024 stále nevyšlo.

#### Deskové hry
V roce 2014 vydala studia CD Projekt Red a Fantasy Flight Games v digitální i fyzické formě deskovou hru The Witcher Adventure Game, jejímž designérem je Ignacy Trzewiczek. Digitální verze je dostupná na platformách Windows, OS X, Android a iOS.